# Nekoten!
Nekoten! (学園創世 猫天!, Gakuen Sōsei Nekoten!) est un manga d'action fantastique écrit et illustré par Yūji Iwahara. Il a été prépublié dans le mensuel spécialisé pour seinen Champion Red  de juin 2006 à décembre 2008. Les chapitres ont été rassemblés par Akita Shoten en cinq volumes reliés. Nekoten! est publié en Amérique du nord par Yen Press, le premier volume étant sorti en août 2009. En France, c'est Asuka qui édite les cinq volumes entre juin 2008 et mars 2009.

## Synopsis
Yumi et son chat Kansuke viennent d'entrer seconde, à l'académie privée Matabi, un lycée où les élèves sont autorisés à faire vivre leurs chats dans les dortoirs. Tout se passe bien jusqu'à ce qu'ils soient soudainement entraînés dans une guerre qui a commencé longtemps avant leur arrivée. Le but est d'arrêter Kaen, un grand et ancien chat démon. Il y a longtemps, il a détruit le royaume de Futakago, un royaume qui a mis Kaen en colère pour une raison inconnue. Depuis, la princesse Kiri et son chat, Shirayuki, l'ont combattu et l'ont enfermé dans la barrière de Futakago. De nombreuses années plus tard, Kaen fut finalement scellé dans l'académie elle-même, mais pas avant qu'il n'annonce qu'il reviendra dans cent ans. Pour éviter que cela ne se produise, la princesse Kiri et Shirayuki sélectionnent parmi les élèves et leurs chats un groupe de duos et leur accordent les pouvoirs qui conviennent le mieux à leurs talents et capacités. Ces élèves constituent le comité des élèves de l'académie Matabi et protègent l'école. Mais lorsque le serviteur de Kaen, Tsukumoishu, attaque Yumi et Kansuke, ils sont accueillis par la princesse et Shirayuki qui leur promettent un grand pouvoir s'ils choisissent de combattre la menace Kaen. N'ayant pas le choix, le septième duo conclut un pacte et rejoint cette ancienne bataille.

## Personnages
Les principaux protagonistes de ce manga sont les élèves et leurs chats choisis par la princesse Kiri et Shirayuki pour aider dans la bataille contre Kaen. Les antagonistes sont Kaen et ses serviteurs.

### Protagonistes
Yumi Hayakawa (早川優美, Hayakawa Yūmi)
Une nouvelle élève de l'académie Matabi qui choisit cette école parce qu'elle sait qu'elle sera autorisée à amener son chat, Kansuke. Elle adore tricoter et confectionne souvent des tenues pour Kansuke. Bien que maladroite et un peu « nunuche », Yumi est aussi très gentille et amicale. Quatre ans auparavant, elle a sauté sur la route pour protéger Kansuke, blessé, d'une camionnette qui lui fonçait dessus. Son pouvoir se manifeste sous la forme d'une pelote de laine (reflétant sa passion pour le tricot), qui peut être utilisée pour transformer Kansuke en humain. La laine peut également être transformée en un certain nombre d'autres objets selon les circonstances, comme un bouclier ou un coussin. L'un des inconvénients de son pouvoir est qu'il prend du temps à se défaire. Yumi développe des sentiments pour Tsubame dès son premier jour à l'académie.
Kansuke (勘助, Kansuke)
C'est le chat de Yumi, un tabby croisé de quatre ans aux yeux oranges. Il porte une grande cicatrice sur le front, mais ne se rappelle pas exactement les circonstances dans lesquelles il se l'ait faite. Yumi lui révèle plus tard que c'est en fait de sa faute, elle l'a heurté avec son vélo et que c'est la raison pour laquelle il était blessé sur la route. Yumi s'est précipité sur la route pour le protégeant d'une camionnette. Kansuke est devenu son animal de compagnie ce jour-là et a juré de la protéger de tout danger, c'est pour cette raison qu'il souhaite devenir fort. Il est têtu, volontaire, compétitif et déteste passionnément les tenues que Yumi lui confectionne. Dans son état transformé, il ressemble à un chat anthropomorphe. Au combat, il fait preuve de vitesse, d'agilité et de force, et selon la tenue qui lui a tricotée, il peut avoir des capacités différentes.
Tsubame Akifuji (秋藤つばめ, Akifuji Tsubame) et Sakura (桜, Sakura)
Tsubame est greffier. Il est l'élève de première pour lequel Yumi éprouve des sentiments. Il aime lire et est populaire auprès des filles et des chats de l'école, mais explique qu'il aime les filles un peu idiotes et maladroites. Sa partenaire est Sakura, âgée de cinq ans, une chatte de race, sœur de Yamato et descendante de Shirayuki. Au combat, Sakura se transforme en arc qui atteint toujours sa cible et peut voir à 360°.
Shin Kamio (神尾伸, Kamio Shin) and Yamato (大和, Yamato)
Kamio, le président de classe des terminales, est strict et sérieux. Il se bat seul en utilisant son épée pour effectuer de puissantes attaques. Son partenaire est Yamato, un matou blanc de race âgé de six ans. Yamato est le frère de Sakura et un descendant de Shirayuki. Il a la capacité de fusionner avec l'épée de Kamio, changeant son apparence et renforçant ses attaques. Shin et Yamato sont l'un des deux seuls duos élève - chat du manga à partager le même sexe, l'autre étant Tsukasa Hinode et Raimu.
Kotori Hasutani (蓮谷小鳥, Hasutani Kotori) and Musashimaru (武蔵丸, Musashimaru)
Kotori est la vice-présidente, et elle croit fermement que les problèmes peuvent être réglés par la discussion plutôt que par la violence. Le pouvoir de Kotori est de matérialiser de la nourriture, qu'elle donne à son partenaire Musashimaru, un chat persan métissé de six ans. La nourriture active le pouvoir de Musashimaru, sa capacité à grandir. Parmi l'ensemble des  gardiens, elle est la plus proche de Yumi et elle lui offre souvent des conseils amicaux et son aide. Elle et Kaiya sont des amis d'enfance et il est révélé qu'elle est amoureuse de lui mais qu'elle n'ose pas le révéler.
Kaiya Yamamoto (山本海也, Yamamoto Kaiya) and Hisui (翡翠, Hisui)
Kaiya est le préfet de classe, et sa partenaire est une chatte siamoise nommée Hisui. Kaiya peut produire un matériau que Hisui peut faire léviter et que Kaiya utilise souvent pour surfer dans les airs. Hisui appelle Kaiya son « chéri » et devient très facilement jalouse. Il est l'ami d'enfance de Kotori Hasutani et se soucie beaucoup de son bien-être, au grand dam d'Hisui. Il laisse entendre qu'il l'aime bien, mais n'a encore rien dit.
Futaba Aoki (青木二葉, Aoki Futaba) and Gekko (月光, Gekkō)
Futaba est l'infirmière déléguée et n'aime pas les gens. Son partenaire est Gekko, un chat de gouttière de sept ans de couleur noire avec quelques cicatrices. Futaba peut manipuler l'ombre de Gekko pour par exemple créer des drones afin d'espionner les gens ou étendre l'ombre de Gekko qui devient alors un portail qu'elle peut traverser. Elle a déjà utilisé cette technique pour attraper un ennemi à distance.
Tsukasa Hinode (日野出司, Hinode Tsukasa) and Raimu (来夢, Raimu)
Tsukasa est élève en première et le délégué du comité culturel. Il peut contrôler l'espace et le temps pour faire entrer les gens dans les rêves de Raimu, son partenaire. Raimu est un matou Scottish Fold de cinq ans à la fourrure blanche et écaille de tortue. Il aime faire la sieste dans l'école, de préférence sur la tête de Tsukasa. Tsukasa et Raimu sont l'un des deux seuls duos du manga à partager le même sexe, l'autre étant Shin Kamio et Yamato.
Princesse (桐姫, Kirihime) and Shirayuki (白雪, Shirayuki)
Son nom n'est jamais donné. Autrefois princesse du royaume de Futakago, elle a disparu lorsque Kaen a réduit son royaume en cendres. Depuis, elle est réapparue pour empêcher Kaen de poursuivre son œuvre de destruction. Avec sa chatte Shirayuki, elles choisissent chacun des duos et leur donnent le pouvoir de réaliser leurs désirs profonds et de combattre Kaen. Shirayuki, une chatte blanche morte aux côtés de Princesse, l'a suit partout. Elle a une fourrure blanche et un « V » noir sur la poitrine, ainsi qu'une étrange marque sur le front qui apparaît sur les duos.
Shinpachi (シンパチ, Shinpachi)
Un chat tabby qui recherchait son ami Ponta, quand Yumi a décidé de l'aider. Shinpachi apprend que Ponta a été dévoré alors qu'il protégeait Yumi de Rachi, un adepte de Tsukumoishu. Shinpachi décide que, puisque Yumi était gentille avec les chats et les humains, elle était un bon maître, et devint ami avec elle et Kansuke.

### Antagonistes
Kaen (火焔, Kaen)
C'est la plus ancienne des divinités félines à deux queues. Sa fourrure est recouverte d'une huile noire et son arme de prédilection est le feu. Kaen était jaloux du succès des autres royaumes de hautes divinités, il les a donc détruits. Lorsqu'il a détruit le royaume de Futakago, la princesse et Shirayuki ont juré de l'arrêter. Il réussit à s'échapper de son sceau et prépare minutieusement sa vengeange des humains qui ont scellé son espèce. Kaen finit par prendre possession du corps d'Akifuji afin d'ouvrir la barrière, mais il révéle plus tard qu'Akifuji, découvrant le complot de son ancêtre, l'avait volontairement autorisé à le faire.
Tsukumoishu (九十九一首, Tsukumoisshū)
C'est un serviteur de Kaen qui apparait devant Yumi pour la tuer pour ses cheveux. Il est le roi des esprits maléfiques. Tsukumoishu est un esprit renard qui est très fier de ses cheveux, fabriqués à partir de crânes de victimes humaines, et qui montre de l'angoisse lorsqu'il découvre une simple mèche cassée. Il a la capacité d'invoquer des disciples de Kaen grâce à des feuilles spéciales. Il prend possession du corps du sous-directeur afin de pouvoir se déplacer librement dans l'académie.
Rachi (螺蜘, Rachi)
L'une des servantes de Tsukumoishu. Elle possède une forme humaine, bien que sa véritable apparence est celle d'une araignée. Elle a la capacité de tisser des toiles et d'invoquer d'autres araignées, et ses pattes d'araignée sont particulièrement acérées. Les araignées qu'elle invoque sont ses « bébés » et elle prévient qu'une seule morsure conduit inévitablement à la mort. À la suite de son combat perdu, elle doit retourner sous terre.
Kiba (牙王, Kibaō)
Deuxième serviteur de Kaen rencontré, c'est un esprit-loup. Contrairement aux autres, il préfère rester à moitié transformé, avec une tête et des pattes d'animal sur un corps humain. Il sera révélé qu'il a possédé Kaiya. Ce dernier l'a laissé faire lorsqu'il a compris la vraie nature de Kiba. Contrairement aux autres esprits animals, Kiba pense que la guerre avec les humains se soldera par un désastre et ne souhaite simplement que son espèce soit libre.
Daraku (沱邏玖, Daraku)
Un autre des serviteurs de Kaen. Il prend possession d'un élève à forte carrure, mais sa véritable forme est celle d'un gigantesque poisson-chat qui peut contrôler les morts grâce à la brume. Il est inéluctablement vaincu par les efforts combinés de Yumi, Kotori, Shin et de leurs chats.
Hakubi (白尾, Hakubi)
Surnommé le « Serpent Blanc », il est l'un des serviteurs de Kaen, qui prend possession d'un adolescent appelé Amakusa. Sa véritable forme est celle d'un dragon blanc géant et a de puissantes écailles qu'il peut utiliser comme projectiles. Il pense être le dernier de son espèce, mais à la fin de la série, il entretient l'espoir qu'il en reste d'autres en vie.
Sakira (沙姫羅, Sakira)
Dernière servante de Kaen à être rencontrée, elle est un esprit-serpent qui possède le corps d'une adolescente. Elle a également un frère cadet, un autre serpent qui s'enroule et se drape autour de son corps humain. Tous les deux sont capables d'hypnotiser les gens ou d'immobiliser leurs victimes. Après avoir tenté de manger Futaba et Gekko, Sakira et son frère sont vaincus par Tsukasa et Raimu.
Akitaka Sandou (桟道阿騎隆, Sandō Akitaka)
Le véritable antagoniste de l'histoire. Il s'agit en réalité de Nobuhisa Sandou, un servant de Futakago et fiancé de la princesse. Sandou était celui qui a planifié de sceller les bêtes spirituelles, mais il a été mortellement blessé lors de l'invasion de Kaen. Dans un dernier souffle, Sandou a réussi malgré tout à sceller les bêtes. Le souhait de la princesse de faire partie de la barrière a eu pour effet secondaire de réincarner Sandou à chaque fois qu'il mourait. Il s'en est servi pour rencontrer Kaen dans le futur, le manipulant pour qu'il crée la deuxième barrière afin de briser la première. En réalité, Sandou n'aspirait qu'au pouvoir et il finit par y parvenir, devenant invincible face aux pouvoirs des bêtes spirituelles. Cependant, Kaen et Akifuji, révèlent leur alliance contre lui et le combattent. Il s'avère que malgré le nouveau pouvoir de Sandou, il est impuissant face aux attaques normales des créatures ordinaires. Akifuji et Kaen le distrait suffisamment longtemps pour que Kansuke, privé de ses pouvoirs, lui tranche la gorge avec la dague de Futakago qu'il tenait dans sa bouche. Sandou perd alors tous ses pouvoirs, ce qui permet à Kaen de l'achever avec ses flammes.

## Œuvres

### Manga
Le manga Nekoten! a été scénarisé et illustré par Yūji Iwahara. Il a été prépublié dans le magazine mensuel seinen Champion Red de juin 2006 à décembre 2008. Akita Shoten a rassemblé les chapitres en cinq volumes entre mai 2007 et décembre 2008. Il a été publié en Amérique du Nord  par Yen Press à partir d'août 2009, et à Taiwan par Tong Li. 
En France, Asuka annonce l'acquisition des droits du manga en janvier 2008 et édite les cinq volumes entre juin 2008 et mars 2009.

#### Liste des tomes
| no | Japonais         | Japonais          | Français         | Français                            |
| no | Date de sortie   | ISBN              | Date de sortie   | ISBN                                |
| -- | ---------------- | ----------------- | ---------------- | ----------------------------------- |
| 1  | 18 mai 2007      | 978-4-253-23261-6 | 12 juin 2008     | 978-2-84965-409-5                   |
| 2  | 18 mai 2007      | 978-4-253-23262-3 | 12 juin 2008     | 978-2-84965-456-9 978-2-84965-481-1 |
| 3  | 20 décembre 2007 | 978-4-253-23263-0 | 9 octobre 2008   | 978-2-84965-489-7                   |
| 4  | 20 juin 2008     | 978-4-253-23264-7 | 11 décembre 2008 | 978-2-84965-522-1                   |
| 5  | 19 décembre 2008 | 978-4-253-23265-4 | 26 mars 2009     | 978-2-84965-544-3                   |

### Dramatique CD
Nekoten! a été adapté en un dramatique CD unique publié par Frontier Works le 24 juillet 2008 .
Casting
- Yumi Hayakawa : Aya Hirano
- Kansuke : Yuki Tai
- Tsubame Akifuji : Hiro Shimono
- Kotori Hasutani : Akemi Kanda
- Princesse Kirihime : Maria Yamamoto

#### Édition japonaise
1. 1 2  (ja) « 学園創世　猫天! 第1巻 », sur Akita Shoten (consulté le 2 avril 2024)
2. 1 2  (ja) « 学園創世　猫天! 第2巻 », sur Akita Shoten (consulté le 2 avril 2024)
3. 1 2  (ja) « 学園創世　猫天! 第3巻 », sur Akita Shoten (consulté le 2 avril 2024)
4. 1 2  (ja) « 学園創世　猫天! 第4巻 », sur Akita Shoten (consulté le 2 avril 2024)
5. 1 2  (ja) « 学園創世　猫天! 第5巻 », sur Akita Shoten (consulté le 2 avril 2024)